# Michael Snow (cineasta)
Michael Snow (Toronto, 10 de diciembre de 1928 - 5 de enero de 2023) fue un artista visual, cineasta y músico canadiense.

## Biografía
Nacido en Toronto, Michael Snow estudió en el Upper Canada College y en el Ontario College of Art. Su trabajo artístico explora la naturaleza de la percepción, el lenguaje y la temporalidad. En los años 1960 se mudó a Nueva York, donde se convirtió en una de las figuras más destacadas e influyentes del cine experimental e inspiró el movimiento del cine estructural y la vanguardia fílmica en general con una película pionera: Wavelength (1967). Algunas de sus películas más reconocidas, como Back and Forth (1969), La région centrale (1971), ‘Rameau’s Nephew’ by Diderot (Thanx to Dennis Young) by Wilma Schoen (1974) o So Is This (1982), indagan sobre el movimiento de la cámara, la relación entre la imagen y el sonido, la naturaleza temporal del film o la experiencia perceptiva durante la proyección cinematográfica.
En los cincuenta y sesenta, Snow por las noches tocaba jazz profesionalmente, mientras por el día era pintor y escultor. Más tarde, formó el conjunto de improvisación libre canadiense CCMC y dio conciertos solo o con diferentes formaciones tanto en su país como fuera de él. Ha publicado más de una docena de álbumes desde mediados de los años 1970. Su obra pictórica, escultórica, fotográfica y holográfica se ha presentado en todo el mundo y forma parte de numerosas colecciones. Michael Snow ha ejecutado multitud de encargos de esculturas en la esfera pública y ha recibido numerosos premios. Algunas de sus exposiciones individuales recientes son Sequences, en La Virreina Centro de la Imagen, en Barcelona (2015), y Michael Snow: Photo-Centric, en el Museo de Arte de Filadelfia (2014). En 2015 Ediciones Polígrafa (Barcelona) publicó un completísimo monográfico titulado Michael Snow: Sequences. A History of His Art. En 2018 vive y trabaja en Toronto.
Fue miembro de la Real Academia Canadiense de las Artes.